# Somatidia convexa
Somatidia convexa är en skalbaggsart som beskrevs av Thomas Broun 1893. Somatidia convexa ingår i släktet Somatidia och familjen långhorningar. Inga underarter finns listade i Catalogue of Life.